# Alain Kaiser
Alain Kaiser (* 4. September 1991) ist ein ehemaliger Schweizer Unihockeyspieler.

## Karriere

### Verein
Kaiser begann seine Karriere beim Grasshopper Club Zürich (GC). 2010 wurde er in das Kader der ersten Mannschaft integriert. Bereits in seiner ersten Saison absolvierte er 28 Partien und legte seinen Mitspielern vier Tore auf. In seiner zweiten Saison bei GC erzielte er sein erstes Tor. Am Ende der Saison hatte er neun Scorerpunkte. Während der Saison 2012/13 gelang ihm kein Tor, jedoch legte er ein Tor auf. 2013/14 konnte er sieben Tore erzielen und sechs weitere auflegen. In der folgenden Saison konnte er an seine Leistungen anknüpfen. Er erzielte dabei wieder mehr als 10 Scorerpunkte.
In der Saison 2015/16 wurde er einer eher defensiven Rolle zugeordnet. Trotzdem konnte er sieben Tore erzielen und mit den Grasshoppers die Meisterschaft gewinnen. 2016/17 konnte er mit GC den Cup gewinnen.
Am 21. Mai 2018 verkündeten die Jets den Transfer von Kaiser. Kaiser unterschrieb einen Vertrag über ein Jahr, der eine Option enthielt, den Vertrag um eine weitere Saison zu verlängern. Der Vertrag mit dem Verteidiger wurde jedoch nach einer Saison nicht verlängert, und Kaiser beendete daraufhin seine Karriere.

### Nationalmannschaft
Kaiser nahm 2016 mit der Schweiz an den Universitätsweltmeisterschaften teil. Dabei absolvierte er fünf Spiele und erhielt eine 2-Minuten-Strafe.